# Montmirat
Montmirat là một xã trong vùng Occitanie. Xã Montmirat nằm ở khu vực có độ cao trung bình 88 mét trên mực nước biển.